# Hygrochroa mediana
Hygrochroa mediana är en fjärilsart som beskrevs av William Schaus 1900. Hygrochroa mediana ingår i släktet Hygrochroa och familjen silkesspinnare. Inga underarter finns listade i Catalogue of Life.